# Arena Coliseo de Monterrey
El Arena Coliseo de Monterrey fue un estadio cubierto, sede de acontecimientos deportivos de lucha libre profesional, boxeo y artes marciales mixtas ubicado en Monterrey. Se inauguró el 23 de octubre de 1955 y se demolió el 27 de marzo de 2023.

## Historia
Inaugurado el 23 de octubre de 1955, con el combate entre El Santo y Black Shadow, en 2003 fue sede de los combates del campeonato nacional de peso superligero entre Juan Carlos Rodríguez ante Carlos Ramírez y de Juan Garza ante Héctor Mancina, siendo este un intento por reactivar el boxeo en el estado de Nuevo León.
El arquitecto Héctor Benavides, conocido por ser presentador de noticias de la ciudad de Monterrey, tuvo su paso por la arena, como narrador de lucha libre entre 1966 y 1967.
El 20 de octubre de 2019, el luchador La Parka, tuvo el último combate de su carrera en este recinto, donde sufrió una lesión que lo llevó al hospital; meses más tarde, el 11 de enero de 2020 el luchador falleció en Hermosillo, Sonora.